# 木兰山风景区管理处
木兰山风景区管理处是中华人民共和国湖北省武汉市黄陂区下辖的一个类似乡级单位。2012年之前，称为木兰山风景区。

## 行政区划
木兰山风景区管理处下辖以下地区：
铁石墩村、门楼村和木兰山村。